# Hotel New York (Rotterdam)
L'Hotel New York è una struttura alberghiera situata nel Wilhelminapier a Rotterdam. Aperto nel 1993, è situato all'interno della storica sede della compagnia di navigazione Holland America Line.

## Storia

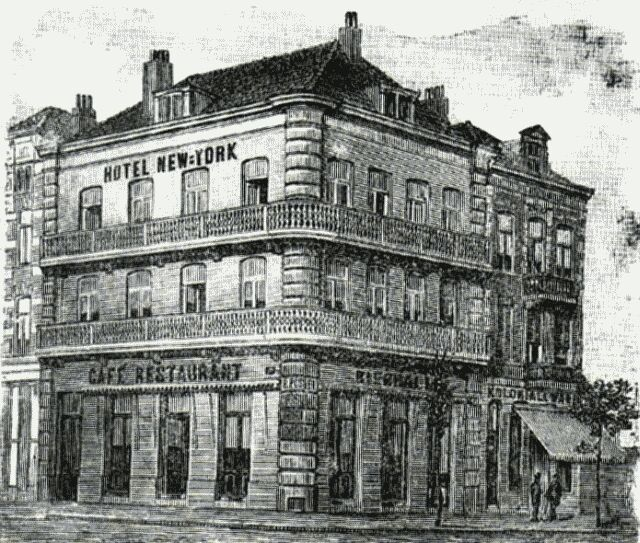
Il vecchio Hotel New York.

Nel 1620 i Padri Pellegrini salparono da Delfshaven verso l'America. In seguito, un numero sempre maggiore di emigrò nel continente americano via Rotterdam. Nel 1873 fu fondata la compagnia di navigazione Nederlandsch-Amerikaansche Stoomvaart-Maatschappij (NASM) che nel 1896 prenderà poi il nome ufficiale di Holland-America Line (HAL). La NASM aveva la sua sede in un albergo, situato nell'area dove sorge quello attuale, chiamato Hotel New York. Entro la fine del XIX secolo la compagnia trasporterà circa mezzo milione di persone. 
Tra il 1901 e il 1917 la HAL fece costruire sul molo Wilhelmina la nuova sede su progetto degli architetti Muller, Droogleever Fortuyn e Van der Tak. Il massiccio blocco fu in qualche modo abbellito con ornamenti art nouveau e, un po' più tardi, con le due modeste ma distintive torrette. L'8 novembre 1971 la Nieuw Amsterdam II fu l'ultima a salpare dal molo, dopodiché la HAL chiuse la sua sede di Rotterdam e la trasferì a New York. 
Dopo decenni di abbandono, l'edificio fu restaurato e convertito in un albergo-ristorante. La nuova struttura fu aperta nel 1993. Al momento dell'apertura l'area del molo, nota come Kop van Zuid, era scarsamente accessibile e per raggiungerla era necessario effettuare un lungo percorso in un'area portuale dismessa. Era però presente un servizio di taxi d'acqua effettuava un servizio regolare tra le sponde nord e sud del fiume Maas. Solo con l'apertura dell'Erasmusbrug, nel 1996, l'hotel diventò raggiungibile direttamente dal centro città. L'anno successivo, a breve distanza, fu attivata anche la stazione Wilhelminaplein della metropolitana.
L'edificio ha lo status di monumento nazionale il 10 ottobre 2000.

## L'albergo
L'hotel dispone di 72 camere, di cui due nelle torrette. Sono presenti sale conferenze e un ristorante da 400 posti. Dall'ottobre 2015 l'hotel dispone di un secondo ristorante, il NY Basement.